# ドゥディ・イービー
デュディ・イービー（Ndudi Ebi、1984年6月18日 - ）は、イギリスのプロバスケットボール選手。イタリア男子プロバスケットボールリーグ1部セリエAのバスケット・クラブ・フェラーラ所属。イングランド,ロンドン出身。ポジションはスモールフォワード、パワーフォワード。207cm、100kg。日本語でインディ・イービーと表記される事もある。